# ورم سحائي جلدي
ورم سحائي جلدي (بالإنجليزية: Cutaneous meningioma)‏ ويُسمى أيضًا انتباذ النسيج السحائي أو القيلة السحائية ناقصة التطور"، هو عَيب نمائي، يحدث بِسبب وجود خلايا سحائية خارج القحف.:622